# التبادل التجاري الإلكتروني
التبادل في التجارة الإلكترونية (E-commerce Exchange) أو التبادل التجاري الإلكتروني هو سوق إلكتروني مستقل يمكّن الموردين والمشترين من إجراء المعاملات التجارية الإلكترونية فيما بينهم. ويتمثل هذا التبادل في تبادل السلع والخدمات بين منظمتين تجاريتين مختلفتين. وتحقق عملية التبادل في التجارة الإلكترونية دخلاً من خلال فرض الرسوم، وعادة ما تكون هذه الرسوم مبنية على حجم الصفقات بين المنظمات التجارية.
عادةً ما يكون التبادل في التجارة الإلكترونية موجهًا ومركزًا على مجال معين يستهدفه، مثل صفقات الألمنيوم والحديد والصلب. كما يمكن لهذه المنصات أيضًا جمع المعلومات والتحقق من الموردين ومعرفة الأسعار وفقًا لما هو مطلوب ومتوافر في السوق. إن التبادل في التجارة الإلكترونية يوفر سيولة في السوق أو ما يُعرف بـ Market Liquidity من خلال العدد الكبير من البائعين والمشترين في المنظمات التجارية، مما يساهم في خفض التكاليف ويوفر فرصًا كبيرة لإتمام عمليات البيع. كما يسهل سلاسة وسرعة عملية المبادلة بين المنظمات التجارية عند إجراء الصفقات
في التبادل التجاري بين المنظمات في التجارة الإلكترونية، يجذب العديد من الشركات إلى السوق لبيع منتجاتها لشركات أخرى، وبذلك يكون التبادل سوقًا من نوع "many-to-many"، أي سوقًا تضم العديد من الشركات الموردة والبائعة.

## أنواع التبادل التجاري واستهدافه
من أنواع التبادل التجاري في التجارة الإلكترونية:
1. Powersource Online: يستهدف تبادل أجزاء الكمبيوتر.
2. Converge: يستهدف الموصلات والوحدات الطرفية.
3. Smarterwork: يستهدف تبادل الخدمات من صفحات الويب إلى المشورة القانونية.
4. Active International: يستهدف التبادل في الصناعة التحويلية.
5. Foodtrader: يستهدف التداول في مجال الأغذية.
6. Intercontinental Exchange: يستهدف التبادل العالمي للسلع.

## فوائد التبادل في التجارة الالكترونية
استخدام (the value chain analysis) حيث يقصد به تحليل إنتاج منتج أو خدمة معينة من خلال معرفة مراحل الإنتاج والمواد الخام المستخدمة في الإنتاج لدعم النشاطات التي تتضمن استخدام أنظمة المصادر البشرية التي تستخدم لإدارة وتطوير واستخدام المنتجات لتسهل عملية شراء وتوزيع المواد الخام المستخدمة في تصنيع المنتجات.

## سلبيات التبادل في التجارة الإلكترونية
في الاونة الأخيرة نجد الشركات تقلل من الإقبال من التعامل مع طرف ثالث يؤمن عملية التبادل بين شركتين وذلك حرصا منها على تقليل التكلفة قدر الإمكان.

## أمثلة على مزودين خدمة التبادل التجاري الإلكتروني
Onvia
O2open
بما ان المبادلات عبارة عن أماكن لأسواق على الخط المباشر، حيث يستطيع أعداد من المشترين الشراء من أعداد من البائعين، وذلك باستخدام ما يسمى نظام طلب عرض المناقصات

## السوق الافتراضي للتجارة الالكترونية
السوق الافتراضي هو سوق على الإنترنت يمكن للجميع الدخول إليه وبيع منتجاتهم وعرضها للزبائن أو التسوق ومطالعة الجديد في المتاجر العالمية والمحلية ومعرفة آخر المعروضات.
من أشهر المواقع العربية في البيع والشراء موقع السوق الافتراضي للتجارة eMagzen.com.
و من أشهر مواقع السوق الافتراضي العالمي موقع eBay الأمريكي

## أنواع المبادلات
```
مبادلات عمودية لصناعات محددة،
```

ومبادلات أفقية، تؤمن وظائف إلى صناعات متعددة مختلفة، مثل تأمين الإدامة، والتصليح، وعمليات التجهيز

## الأمور القانونية المرتبطة بالتبادل الإلكتروني-
تثير أنشطة التجارة الإلكترونية والعلاقات القانونية الناشئة في بيئتها العديد من التحديات للنظم القانونية القائمة، تتمحور في مجموعها حول أثر استخدام الوسائل الإلكترونية في تنفيذ الأنشطة التجارية وفي البعد الجغرافي بين البائع والشاري للسلع مهما كان نوعها حيث يمكن تصنيف المسائل والمشكلات القانونية الراهنة في حقل التجارة الإلكترونية في الأمور الآتية:
- عقود التجارة الإلكترونية وقانونية وسائل التعاقد وأدلة التواقيع الإلكترونية، وينتج ذلك عن إبرام العقود عن بعد وتوقيعها، وباستخدام الوسائل الإلكترونية.
- وثوقية التجارة الإلكترونية وتحديات إثبات الشخصية ومسؤولية الشخص الثالث، وينتج ذلك من عرض السلع والخدمات على مواقع الوب بشكل افتراضي مما قد يؤدي للتساؤلات حول توفر السلع وحتى وجود الشركات بشكل حقيقي. كما تنتج عن عدم التوثق من هوية طلب الشاري وصحته الذي يرسل طلبه إلكترونياً عبر الشبكة، وعن مسؤولية مقدم خدمة الإنترنت حول صحة المعلومات المتبادلة.
- الخصوصية المرتبطة بحماية البيانات المتصلة بالحياة الشخصية وسرية العلاقات التجارية وخطورة تفتيش النظم وملاحقة المعلومات.
- تحديات الملكية الفردية الناتجة عن رخص المنتجات المباعة ضمن النظم التقانية الإلكترونية، وحقوق الملكية الفكرية في ميدان

النشرالإلكتروني والأسماءالتجارية المستخدمة في مواقع التجارة الإلكترونية بالإضافة إلى حقوق المؤلفين على محتوى البرمجيات
التقنية التي توضع على الشبكة.
- الضرائب على أنشطة التجارة الإلكترونية وعلى السلع المباعة بهذه الطريقة، وتتجه السياسات الحكومية عموماً إلى عدم إقرار أي

ضرائب على أنشطة التجارة الإلكترونية.
```
ولا بدمن الإشارة إلى أن التحديات القانونية في مجال التجارة الإلكترونية من نوع B2C هي أعقد بكثير من تحديات التجارة
```

الإلكترونية من نوع B2B، ويعود ذلك إلى علاقات الشراكة والمصالح المشتركة بين المتفاعلين في التجارة الإلكترونية B2B.
تعمل بعض الدول المتقدمة والمنظمات الدولية على إيجاد مبادئ وقوانين ناظمة للتجارة الإلكترونية، ولكن هذه المبادئ والنظم ما
زالت غير ناضجة بما فيه الكفاية

## أسباب فشل هذا النوع من الشركات
الإحصائيات وضحت ان هناك حوالي 200 شركة من هذا النوع في عام 2005 فشلت.
وكان من الأسباب التي أدت إلى فشلها هو عدم ثقه العملاء فهناك صعوبة في ترسيخ قاعدة الشركة في السوق.
وكذلك العدد الكبير من المنافسين الذي يحد من ظهور بعد الشركات التي لاتملك المقومات في مواجهه المنافسة وكسب رضاء العميل.